# Прімо Леві
Прі́мо Ле́ві (італ. Primo Levi, 31 липня 1919, Турин — 11 квітня 1987, там само) — італійський поет, прозаїк, есеїст, перекладач.

## Біографія
Народився в родини п'ємонтських євреїв Чезаре Леві та Естер Луццатті, чиї предки в далекому минулому потрапили до Італії з Іспанії та Провансу. Навчався в класичному ліцеї (1934–1937), де викладали, зокрема, Норберто Боббіо та Чезаре Павезе.
Поступив на хімічний факультет Туринського університету, але не закінчив його й не отримав диплома, оскільки фашистська влада в 1938 році заборонила євреям вчитися в державних школах та університетах. Працював у хімічних лабораторіях на дрібних підприємствах Турина та Мілана.
Вступив до антифашистської організації ліберально-соціалістичного штибу «Справедливість та свобода» (італ. Giustizia e Libertà), діяв у складі партизанської групи «Partito d'Azione». 1943 року був заарештований фашистською міліцією, відправлений у призначений для євреїв табір Фоссолі під Моденою. 11 лютого 1944 року перевезений до табору смерті Освенцим (Моновіц-Буна), де провів загалом 11 місяців. 27 січня 1945 року був звільнений Радянською армією (з 650 італійських євреїв в Освенцимі залишилися живими лише двадцять). Майже рік добирався додому, про що пізніше розповів у книзі «Перепочинок»: був у радянському пересильному таборі для колишніх ув'язнених у м. Катовиці, у лавах Італійської армії в СРСР, через Румунію, Угорщину, Австрію та Німеччину повернувся в Турин 19 жовтня 1945 року.
До 1977 року працював на хімічному заводі. За офіційним висновком поліції, він покінчив життя самогубством (кинувся вниз зі сходів), хоча версія про самогубство викликає сумніви, висловлювалися припущення про нещасний випадок.

## Творчість
Перша книга Прімо Леві про ув'язнення в таборі Аушвіц «Чи це людина?» була спочатку відкинута великою видавничою фірмою «Ейнауді» й опублікована 1947 року в невеликому видавництві тиражем 2 000 примірників. Попри позитивну рецензію Італо Кальвіно в популярній комуністичній газеті «Уніта», наклад не розійшовся. Лише 1958 року книга з'явилася в «Ейнауді», її незабаром переклали англійською, французькою та німецькою мовами. Саме ця книга Леві ввела в суспільну свідомість саму проблематику Голокосту (Шоа), таборів масового знищення, екзистенційного досвіду приречених на смерть.
Обидві автобіографічні книги Леві екранізовано: фільм «Перемир'я» (1997) зняв режисер Франческо Розі за сценарієм Тоніно Гуерра, 2005 року вийшов фільм Річарда Вілсона «Прімо» (за книгою «Чи це людина?»).
З інших книг Леві особливо відомий підсумковий збірник автобіографічних есе про табір та про відповідальність тих, хто вижив «Пропалі й порятовані» (1986). Прімо Леві як перекладач переклав твори таких авторів, як (Генріх Гейне, Редьярд Кіплінг, Франц Кафка, Клод Леві-Строс).

## Посмертна доля
1995 року в Парижі створено Асоціацію імені Прімо Леві на захист жертв політичних репресій та тортур. В її Комітет входять Едґар Морен, Коста-Гаврас, Аріана Мнушкіна та ін.

## Твори
- Se questo è un uomo (1947)
  - Чи це людина. — Львів: Видавництво Старого Лева, 2017.[8]
- La tregua (1963, премія Камп'єлло)[7].
- Storie naturali (1967, книга оповідань, опубл. під псевдонімом, премія Багутта).
- Lilìt e altri racconti (1971, книга оповідань).
- Il sistema periodico (Періодична система, 1975, книга оповідань).
- La chiave a stella (1978, роман, премія Стрега).
- Se non ora, quando? (1982, роман, премія Камп'єлло та премія Віареджо).
- Ad ora incerta (1984, вірші).
- I sommersi e i salvati (1986).
- Conversazioni e interviste 1963–1987 (1997, усні виступи та інтерв'ю).